# Saint-Ost
Saint-Ost är en kommun i departementet Gers i regionen Occitanien i sydvästra Frankrike. Kommunen ligger i kantonen Mirande som tillhör arrondissementet Mirande. År 2022 hade Saint-Ost 91 invånare.

## Befolkningsutveckling
Antalet invånare i kommunen Saint-Ost
Referens:INSEE